# 25-я стрелковая дивизия (2-го формирования)
Не следует путать с 25-й стрелковой Чапаевской дивизией формирования 1918 года
Не путать с 25-й гвардейской стрелковой дивизией
25-я стрелковая дивизия — воинское соединение СССР в Великой Отечественной войне
Сформирована в марте 1943 года в Архангельском военном округе. В боевых действиях участия не принимала. Дислоцировалась в городах Онега, Молотовск, Архангельск и по железной дороге Обозёрская — Сорока.

## Подчинение
- Архангельский военный округ — с момента формирования
- Беломорский военный округ, 4-й стрелковый Свирский корпус — на 01.01.1945 года и до конца войны.

## Состав
- 31-й стрелковый полк
- 54-й стрелковый полк
- 263-й стрелковый полк (12.07.1941 года убыл в 51 сд 1 форм.)
- 287-й стрелковый полк (с 16. 07 1941 года)
- 69-й артиллерийский полк
- 99-й гаубичный артиллерийский полк (до 10.05.1942 года)
- 164-й отдельный истребительно-противотанковый дивизион
- 193-я зенитная батарея (323-й отдельный зенитный артиллерийский дивизион)
- 756-й миномётный дивизион
- 80-й отдельный разведывательный батальон (до 5.03.1942 года)
- 80-я отдельная мотострелковая разведывательная рота (с 5.03.1942 года)
- 105-й отдельный сапёрный батальон
- 52-й отдельный батальон связи
- 47-й медико-санитарный батальон
- 46-я отдельная рота химической защиты
- 9-й дивизионный ветеринарный лазарет
- 89-й автотранспортный батальон
- 89-я полевая хлебопекарня
- 80-я полевая почтовая станция
- 351-я полевая касса Государственного банка

Периоды вхождения в состав Действующей армии:
- 22 июня 1941 года — 30 июля 1942 года

Перечень № 6: Кавалерийские, танковые, воздушно-десантные дивизии и управления артиллерийских, зенитно-артиллерийских, минометных, авиационных и истребительных дивизий, входивших в состав действующей армии в годы Великой Отечественной войны 1941—1945 гг. / А. П. Покровский. — М.: Министерство обороны, 1965. — 77 с.

## Командиры
- Потапов, Митрофан Иванович (03.04.1943 — 07.01.1944) полковник
- Литвинов, Фёдор Иванович (08.01.1944 — 11.05.1945) полковник